# Holy Molar
Holy Molar é uma banda de rock formada em 2001 em San Diego, Califórnia.

## Integrantes
- Mark McMolar - vocal
- Justin Pearson - baixo
- Gabe Serbian - guitarra
- Ron Avila - bateria
- Bobby Bray - teclado

## Discografia
- The Whole Tooth and Nothing But the Tooth (2003)
- Cavity Search (2007)